# Первинний еталон
Первинний еталон (англ. primary measurement standard або primary standard) — еталон, заснований на використанні первинної референтної методики вимірювання або створений як артефакт, вибраний за угодою. Первинна референтна методика вимірювання — методика, за допомогою якої результат вимірювання отримують без порівняння з еталоном величини того самого роду.
Первинні еталони завжди є комплексом засобів вимірювальної техніки та допоміжних пристроїв для відтворення одиниці вимірювання.
Первинні еталони незалежно реалізують узаконені одиниці вимірювання і мають регулярно звірятися з національними первинними еталонами інших країн для встановлення ступеня їх еквівалентності.
Первинний еталон може бути спеціальним еталоном — первинним еталоном, що відтворює одиницю вимірювання в специфічних умовах (високі і надвисокі частоти, малі і великі енергії, тиски, температури, особливі стани речовини тощо).
Метрологічні властивості первинних еталонів встановлюють незалежно від інших еталонів цих же одиниць вимірювання. Від первинного еталону розмір одиниці вимірювання передають безпосередньо вторинним еталонам шляхом калібрування.
Прикладами можуть бути первинний еталон молярної концентрації, приготовлений шляхом додавання розчину відомої кількості речовини хімічного елемента у відомий об'єм розчину або комірка потрійної точки води як первинний еталон термодинамічної температури.
Створення, удосконалення, зберігання, звірення та застосуванням первинних еталонів здійснюють національні метрологічні інститути, в Україні — наукові метрологічні центри, на які покладені функції національного метрологічного інституту. Первинні еталони, як правило, затверджуються як національні. Якщо країна не підтримує первинні еталони в усіх сферах, то національні еталони, які не є первинними еталонами, мають бути простежуваними до реалізації визначення одиниці через первинні еталони, що підтримуються іншою країною.